# پریمدا
پریمدا (به چکی: Přimda) یک منطقهٔ مسکونی و شهرستان دارای شهرک سابقاً روستا در جمهوری چک است که در ناحیه تاخوو واقع شده‌است. پریمدا ۱٬۵۰۷ نفر جمعیت دارد.

## خواهرخوانده
شهر فرایمد خواهرخواندهٔ پریمدا هست.